# Cecilia (Kentucky)
Cecilia – jednostka osadnicza w Stanach Zjednoczonych, w stanie Kentucky, w hrabstwie Hardin.